# Kenny Lee Lewis
Kenny Lee Lewis (* 1954 in Pasadena, Kalifornien) ist ein US-amerikanischer Gitarrist, Bassgitarrist und Singer-Songwriter. Er wurde als Mitglied der Steve Miller Band bekannt.

## Werdegang
1960 zog er mit seiner Familie nach Sacramento, Kalifornien. Sein Vater spielte Schlagzeug, Gitarre und Tenorsaxophon, und sein Bruder und seine Schwester waren in den 1960er Jahren in der Folk-Szene aktiv. Mit sieben Jahren spielte er Ukulele, und als er älter wurde, schenkte ihm sein Bruder seine alte Gitarre. Er begann, mit lokalen Bands und einer Junior-Jazzband eines örtlichen Colleges zu spielen.
Als er 17 war, zog er nach Los Angeles und ging kurz darauf mit einer Rockband auf Tournee. 1974 begann er mit David Schecter von Schecter Guitars zusammenzuarbeiten und war an der Entwicklung von Gitarrenteilen beteiligt, die noch heute verwendet werden. Er wurde als Bassist gefragt und erhielt 1978 einen Plattenvertrag mit seiner Band Pieces. 
Nachdem Steve Miller ihn um Material gebeten hatte und drei seiner mitkomponierten Songs auf dem Album  Abracadabra erschienen waren, wurde er gebeten, sich der Gruppe anzuschließen. Er galt als „einer der Songwriter, die Steve Miller seine Persönlichkeit verliehen“. Er tritt immer noch mit der Steve Miller Band auf, schreibt jedoch weiterhin für andere Künstler und Gruppen wie Dave Mason, Meat Loaf, Boz Scaggs, Stephen Stills, Quincy Jones, B. B. King und Billy Preston; er tritt auch mit ihnen auf.
Er komponiert auch Musik für Kino und Fernsehen, darunter für  Protocol – Alles tanzt nach meiner Pfeife, Der stählerne Adler, Der Komet und M/A/R/R/S. Zu den Alben, auf denen er mitgewirkt hat, gehören sein eigenes Get 2D Point, The Music of The Steve Miller Band sowie  Playing for Keeps von Eddie Money,  Two Hearts von Dave Mason, Taj von Taj Mahal, Live! von The Steve Miller Band und  Let Your Love Flow  von Solomon Burke.